# ثيازيبين
الثيازيبينات (بالإنجليزية: Thiazepines)‏ هي مركبات ثيبين مبدلة، حيث يحل النيتروجين محل ذرة كربون في الحلقة غير المتجانسة سباعية الذرات. وباختلاف موقع ذرة النتروجين يكون لدينا مركبات مختلفة مثل 1,3-ثيازيبين و1,4-ثيازيبين.

## طالع أيضا

1,3-ثيازيبين
1,4-ثيازيبين
ديلتيازيم، وهو ثنائي بنزوثيازيبين